# Willy Frey
Willy Frey (ur. 10 kwietnia 1924, zm. 28 maja 1947 w Landsberg am Lech) – kapo w obozie koncentracyjnym Mauthausen-Gusen i zbrodniarz wojenny.
Więzień polityczny, który przebywał w obozie Mauthausen od 5 lutego do maja 1945. Władze obozowe ustanowiły Freya więźniem funkcyjnym. Jako taki sprawował kolejno funkcje: blokowego, kapo i strażnika. Maltretował podległych mu więźniów, niektórych doprowadzając do śmierci.
W procesie załogi Mauthausen-Gusen (US vs. Johann Altfuldisch i inni) został skazany na karę śmierci przez amerykański Trybunał Wojskowy w Dachau. Powieszony w więzieniu Landsberg 28 maja 1947.